# Chambray (Hunderasse)
Der Chambray war eine von der FCI anerkannte französische Hunderasse (ehemals Gruppe 6, Sektion 1, Standard-Nr. 26).

## Beschreibung
Der Chambray war ein muskulöser, eher schwer als leicht gebauter kurzhaariger französischer Laufhund. Seine Farbe war weiß mit gelblichen Flecken, die mit zunehmendem Alter verblassten. Diese Flecken variierten in Form und Größe und waren manchmal auch zu einem Mantel verbunden. Die Nase der Hunde war meistens hell, die Hautfarbe entsprach derjenigen des Fells.